# Phalangipus trachysternus
Phalangipus trachysternus is een krabbensoort uit de familie van de Epialtidae. De wetenschappelijke naam van de soort is voor het eerst geldig gepubliceerd in 1973 door Griffin.